# Orlando (Vorname)
Orlando ist eine italienische Form des männlichen Vornamens Roland; der Name ist jedoch international verbreitet.

## Namensträger
- Orlando Amêndola (1899–1974), brasilianischer Schwimmer und Wasserballspieler
- Orlando Anderson (1974–1998), US-amerikanisches Gangmitglied und mutmaßlicher Mörder von Tupac Shakur
- Orlando Antonini (* 1944), italienischer Erzbischof und vatikanischer Diplomat
- Orlando Bär (* 1990), schweizerischer Basketballtrainer
- Orlando Bloom (* 1977), britischer Schauspieler
- Orlando Brown (Schauspieler) (* 1987), US-amerikanischer Schauspieler, Sänger und Synchronsprecher
- Orlando Cepeda (1937–2024), puerto-ricanischer Baseballspieler
- Orlando Chavarria (* 1971), ehemaliger belizischer Radrennfahrer
- Orlando Duque (* 1974), kolumbianischer Extremsportler
- Orlando von Einsiedel (* 1980), britischer Dokumentarfilmer
- Orlando Engelaar (* 1979), niederländischer Fußballspieler
- Orlando Fernández (Leichtathlet) (* 2007), venezolanischer Leichtathlet
- Orlando Figes (* 1959), britischer Historiker
- Orlando le Fleming (* 1976), britischer Cricketspieler und Jazzmusiker
- Orlando Gibbons (1583–1625), englischer Komponist
- Orlando Goñi (1914–1945), argentinischer Tangopianist und Bandleader
- Orlando Jordan (* 1974), US-amerikanischer Wrestler
- Orlando Julius (1943–2022), nigerianischer Musiker
- Orlando Kellogg (1809–1865), US-amerikanischer Jurist und Politiker
- Orlando Lagos (1913–2007), chilenischer Fotograf
- Orlando di Lasso (1532–1594), flämischer Komponist
- Orlando Lenzen (* 1999), deutscher Schauspieler
- Orlando Letelier (1932–1976), chilenischer Diplomat
- Orlando Lightfoot (* 1974), US-amerikanischer Basketballspieler
- Orlando López (Musiker) (1933–2009), kubanischer Bassist
- Orlando Lübbert (* 1945), chilenischer Filmregisseur
- Orlando Marín (1942–2014), kolumbianischer Fußballspieler
- Orlando Martínez (Boxer) (1944–2021), kubanischer Boxer
- Orlando Medina (Musiker) (1911–2004), argentinischer Tangosänger
- Orlando Mendes (1916–1990), mosambikanischer Schriftsteller
- Orlando Mondaca (* 1961), ehemaliger chilenischer Fußballspieler und -trainer
- Orlando Luis Pardo (* 1971), kubanischer Autor, Blogger und Fotojournalist
- Orlando Patterson (* 1940), jamaikanisch-US-amerikanischer Soziologe und Autor
- Orlando Peçanha de Carvalho (1935–2010), brasilianischer Fußballspieler
- Orlando Quevedo (* 1939), philippinischer Kardinal
- Orlando Ramírez (Fußballspieler) (1943–2018), chilenischer Fußballspieler
- Orlando Ribeiro (1911–1997), portugiesischer Geograph und Historiker
- Orlando Sá (* 1988), portugiesischer Fußballspieler
- Orlando Serrell (* 1969), US-amerikanischer Inselbegabter
- Orlando Silva de Jesus Júnior (* 1971), brasilianischer Politiker
- Orlando Smeekes (* 1981), niederländischer Fußballspieler
- Orlando Spreng (1908–1950), Schweizer Postbeamter und Schriftsteller
- Orlando Trustfull (* 1970), niederländischer Fußballspieler
- Orlando Valle (* 1966), kubanischer Flötist, Komponist, Arrangeur und Bandleader
- Orlando Voorn (1968), niederländischer DJ und Produzent Elektronischer Musik
- Orlando Yorio (1932–2000), argentinischer Geistlicher und Jesuit
- Orlando Ward (1891–1972), US-amerikanischer Generalmajor